# Noche de carnaval (película de 1956)
Noche de carnaval (en ruso: Карнавальная ночь, romanizado: Karnavalnaya noch) es una película musical soviética de 1956. Se trata de la primera película dirigida por Eldar Riazánov en la gran pantalla y el primer papel de Liudmila Gúrchenko. También es una de las películas más famosas protagonizada por el popular comediante Igor Ilyinsky.
Producida apenas dos años después de la muerte de Stalin, durante el periodo conocido como el deshielo de Jrushchov, la película se convirtió en líder de la taquilla soviética de 1956 con un total de 48,64 millones de entradas vendidas. Hoy en día sigue siendo un clásico muy popular de Nochevieja en Rusia y en el resto de estados postsoviético.

## Sinopsis
Es el día de Año Nuevo y los empleados de la Casa de la Cultura ya están preparados con su programa anual de animación de Año Nuevo. Incluye mucho baile y canto, actuaciones de una banda de jazz e incluso trucos de magia. De repente, se anuncia que se ha nombrado un nuevo director y que llegará en breve. El camarada Ogurtsov llega a tiempo para analizar y desaprobar el espectáculo programado. Para él, la diversión de las vacaciones tiene un significado diferente: imagina a oradores leyendo informes anuales para mostrar el progreso del club a lo largo del año y a un astrónomo hablando durante 40 minutos sobre la posibilidad de vida en el planeta Marte. Y, quizás, un poco de música seria, algo de los clásicos, interpretada por la orquesta de la Asociación de Veteranos.
Obviamente, nadie quiere cambiar el programa a pocas horas de la actuación, y mucho menos sustituirlo por algo tan aburrido. Así que todos se unen para impedir que Ogurtsov suba al escenario. Consiguen engañar a Ogurtsov por todos los medios necesarios para que los actos puedan representar sus piezas programadas y celebrar la Nochevieja como estaba previsto originalmente.
La fiesta de Nochevieja es un gran éxito e incluso al anciano camarada Telegin, que vino al teatro con su esposa, le gusta mucho la actuación. La carta de quejas hacia los superiores, que Ogurcov dicta al secretario, se transmite, sin que el director lo sepa, a todo el teatro, aumentando la hilaridad de los presentes.

## Elenco
- Igor Ilyinsky como Serafim Ogurtsov, director en funciones de la Casa de la Cultura
- Liudmila Gúrchenko como Lena Krilova
- Yuri Belov como Grisha Koltsov, electricista
- Andréi Tutisjin como Fiodor Petrovich Mironov, contador
- Olga Vlásova como Adelaida Kuzminichna Romashkina, bibliotecaria
- Tamara Nosova como Tosya Burigina, la secretaria de Ogurtsov
- Georgi Kulikov como Seryozha Usikov, pintor
- Gennadi Yudin como el director de la banda de Jazz
- Vladímir Zeldin como Nikolayev
- Boris Petker como Nikolái Sidorov,
- Sergei Filippov como el camarada Nekadilov
- La hermanas Shmelev como camareras cantantes
- Los hermanos Gusakov como bailarines
- Tamara Sokolova y Petr Pomazkov como bailarines

## Producción

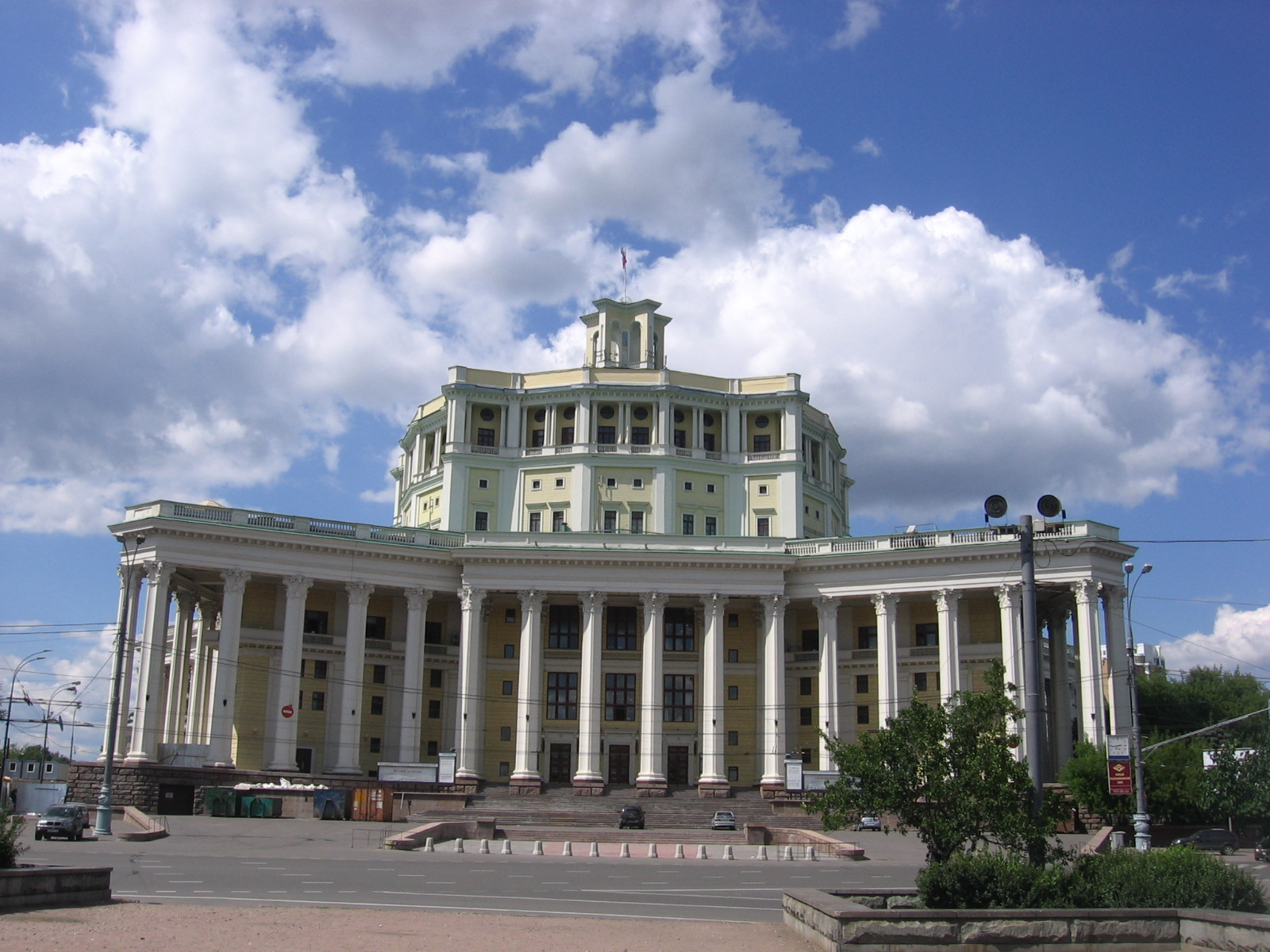
Vista de la fachada del Teatro del Ejército Soviético, donde se grabaron la mayoría de las escenas de la película

El director de Mosfilm en aquel momento, Iván Píryev, fue quien propuso a Eldar Riazánov para dirigir la película, a pesar de que a este último no le interesaban los musicales en aquel momento. Píryev estuvo muy involucrado en la realización de la película, ayudando a Riazánov en cada paso del proceso creativo.
Como se trataba de la primera experiencia de Riazanov como director, el joven director fue recibido con gran escepticismo y, después de ver la mitad del material filmado, el consejo artístico estaba convencido de que la película resultaría un gran fracaso.
En un principio, el director Eldar Riázanov y el consejo de artistas del estudio rechazaron a Liudmila Gúrchenko para el papel principal de Lena Krilova. Por lo que decidieron contratar a otra actriz, pero esta no pudo hacer el papel. Entonces Riazánov se acercó a Píryev con la propuesta de contratar a una nueva actriz, añadiendo que para el papel de Krylova debería contratarse a cualquier otra actriz, excepto a Gúrchenko. Pero cuando Píryev vio más tarde a Gúrchenko en el pasillo de Mosfilm, decidió que había algo especial en ella. Por lo que la llevó al plató y anunció que actuaría en la película.
La película se realizó en cinco meses y la mayoría de las escenas se filmaron en el Teatro del Ejército Soviético (actual Teatro del Ejército Ruso).

## Banda sonora
Toda la música compuesta por Anatoli Lepin. 
| N.º | Título                               | Artista                         | Duración |  |
| 1.  | «Maski» (instrumental)               | Eddie Rosner Orchestra          |          |  |
| 2.  | «Tanechka»                           | Hermanas shmeleva               |          |  |
| 3.  | «Pasodoble» (instrumental)           | Eddie Rosner Orquesta           |          |  |
| 4.  | «Pesenka o horoshem nastroyenii»     | L. Gurchenko                    |          |  |
| 5.  | «Pesenka o vlyublyonnom paren'ke»    | L. Gurchenko & Y. Zeitlin       |          |  |
| 6.  | «Karnaval'naya noch'» (instrumental) | Eddie Rosner Orquesta           |          |  |
| 7.  | «Pyat' minut»                        | L. Gurchenko & hermanas Shmelev |          |  |

La canción «Любовь — это счастье» ("El amor es una felicidad") interpretada por Gúrchenko no fue incluida en la película.

## Estreno
La película se estrenó en 1956. Antes de su estreno en la gran pantalla, los funcionarios, no creían que fuera a ser muy poco exitosa. Por ello, el estreno de la comedia musical tuvo lugar en silencio y sin mucha publicidad. Sin embargo, la película fue un increíble éxito de público: no sólo se convirtió en líder de taquilla, vendiendo un total de 48,64 millones de entradas, sino que, según la revista Pantalla Soviética, también fue reconocida como la mejor película de 1957.
La película sigue siendo extremadamente popular hoy en día tanto en Rusia como en el resto de estados postsoviético. Muchas de las frases de los personajes se han convertido en expresiones populares y ahora forman parte del folklore ruso y, al igual que ocurre con la película La ironía del destino, o goce de su baño, se suele retransmitir por televisión todas las Navidades.

## Secuela
En 2006, Riázanov realizó una secuela de la película, llamada Noche de carnaval 2, o Cincuenta años después, protagonizada por Aliona Babenko y Serguéi Bezrúkov. Aunque en este caso, la película recibió críticas mayoritariamente negativas.